# 지미 웨일스 재단
지미 웨일스 재단 (Jimmy Wales Foundation) 은 영국에 위치한 재단으로 지미 웨일스가 설립하였다. 표현의 자유 영역에서 인권 침해에 저항하는 목표로 하고 있다.